# Una tribù che balla
Una tribù che balla, pubblicato nel 1991, è il quarto album di Lorenzo Cherubini, in arte Jovanotti. Con questo disco ha inizio la lunga collaborazione fra Jovanotti e Saturnino.
Nel brano La strada, nelle voci di sottofondo si sente cantare Vasco, un brano dello stesso Jovanotti del 1989. Inoltre è stato interpretato dal cantautore con il Coro dei Piccoli Cantori di Milano, che hanno preso parte a tante sigle di cartoni animati, soprattutto quelle interpretate da Cristina D'Avena, ma anche sigle di altri programmi per ragazzi, come Bim Bum Bam e Ciao Ciao.

## Tracce
Testi e musiche di Jovanotti, Michele Centonze e Saturnino Celani. eccetto dove indicato.
1. Intro – 1:07
2. Muoviti muoviti – 4:25 (Jovanotti, Michele Centonze, Saturnino Celani, Luca Cersosimo, Renato Pareti)
3. Radio rap – 3:01
4. Abbasso i lenti – 3:10
5. Libera l'anima – 4:47 (Jovanotti, Michele Centonze, Saturnino Celani, Luca Cersosimo)
6. Buongiorno – 4:00
7. Grinta – 2:57
8. Una tribù che balla – 3:41 (Jovanotti, Michele Centonze)
9. Cosa dovrei fare – 3:09
10. One Nation – 6:22
11. Geghejazz – 2:33
12. È sempre la stessa canzone che va – 3:42
13. Quando sarai lontana – 4:14
14. La strada – 3:22

Una traccia fantasma della durata di pochi secondi può essere ascoltata dopo il brano Grinta col quale si chiudeva il lato A del disco in vinile e della musicassetta.

## Formazione
- Jovanotti - voce
- Michele Centonze - chitarra, programmazione
- Saturnino - basso
- Massimo Mariello - tastiera
- Luca Cersosimo - batteria elettronica, programmazione
- Daniele Iacono - batteria
- Andrea Braido - chitarra
- Roby Leoncini - batteria
- Giorgio Prezioso - scratch
- Demo Morselli - tromba
- Giancarlo Porro - sax
- Amedeo Bianchi - sax
- Stefano Catani - sax
- Emanuela Cortesi, Lalla Francia, Paola Folli, I Piccoli Cantori di Milano - cori

## Classifiche

### Classifiche settimanali
| Classifica (1991) | Posizione massima |
| ----------------- | ----------------- |
| Europa            | 92                |
| Italia            | 8                 |